# Oratorio del Caballero de Gracia
El Real Oratorio de Caballero de Gracia es una iglesia de estilo neoclásico ubicada en Madrid (España), con entrada por las calles Gran Vía n.º 17 y Caballero de Gracia n.º 5. Pertenece a la Real, Antigua y Venerable Congregación de Indignos Esclavos del Santísimo Sacramento (más tarde Asociación Eucarística del Caballero de Gracia, regida por el Opus Dei), fundada por el especulador inmobiliario y libertino modenés y luego sacerdote Jacobo de Grattis, más conocido como el Caballero de Gracia.

## Historia del edificio
El oratorio original fue construido en 1654, pero su estado ruinoso a mediados del siglo XVIII hizo necesaria su rehabilitación. El arquitecto Juan de Villanueva presentó dos plantas en el año 1782; una, ampliando lo existente como se le pedía, «recomponiendo toda la nave con la formación de unas pilastras y capillas, a fin de unirla al carácter de la nueva capilla mayor o crucero que propongo hacer»; otra, de esquema basilical, proponía un nuevo templo «que haría en obra mejor efecto, con más variedad y novedad a causa de no hallarse en esta Corte alguna otra de tal idea». Esta segunda propuesta fue la elegida, completando Villanueva el proyecto con los alzados interiores en junio de aquel mismo año. 
Villanueva, que recibió este encargo del rey Carlos III en el momento culminante de su carrera, se había formado en la Real Academia de Bellas Artes de San Fernando, donde su hermano impartía clase y en la que obtuvo los primeros premios de alumno destacado. Consiguió ir a Roma tras ser beneficiario de las primeras “Pensiones de Roma” y esa estancia fue decisiva en su preparación, formación e ideario arquitectónico.
Roma era en el siglo XVIII lugar de encuentro de artistas y allí se debatían las nuevas ideas estéticas y se preparaban los dibujos que constituirían el material gráfico de los más importantes libros de arquitectura. Allí, personajes como Giovanni Battista Piranesi, Johann Joachim Winckelmann o Anton Raphael Mengs, prefiguraban un nuevo movimiento artístico; una vuelta a la antigüedad entendida como un modelo repetible.
Juan de Villanueva llegó a Roma en 1759, donde se consolidaba el esquema teórico del Neoclasicismo. A su vuelta a España, Villanueva quedó en un segundo plano como arquitecto oficial de la monarquía toda vez que era Francesco Sabatini quien acaparaba los encargos regios. A la muerte de éste, pasó a ser Arquitecto Mayor de las Obras Reales y es en este momento cuando recibe el encargo.
Hasta este momento el arquitecto había realizado obras civiles vinculadas a la realeza, como las Casitas del Príncipe en El Escorial y el Pardo, además de obras magníficas como el Observatorio Astronómico y el actual Museo del Prado, ambas en Madrid.
La obra supuso un hito en su carrera por ser el primer gran encargo de tipo religioso y por el hecho de encontrarse con no pocas dificultades en su proyección y ejecución, debido en parte a las desavenencias con la Congregación del Caballero de Gracia y al condicionamiento económico y espacial.
Entre noviembre de 1782 y febrero de 1795 se realizó la obra interior del oratorio. El largo período que se tardó en construir se explica por la falta de fondos, y el rey Carlos III tuvo que prestar ayuda con parte de los ingresos de la nueva Real Lotería Nacional. En 1794 las deudas y la imposibilidad de terminar el edificio apremiaban tanto que un benefactor se comprometió con los gastos finales de obra si se terminaba para la Octava. 
Por aquellas fechas, Villanueva había ordenado derribar una cornisa, entendiendo la Congregación que aquello retrasaba la obra y podía impedir la recepción del donativo. Se produce un intercambio de cartas entre Villanueva y la Congregación; el arquitecto consideraba que sus órdenes debían prevalecer sobre la premura del tiempo, y la Asociación veía peligrar el importante donativo si no finalizaba la obra en la Octava. El resultado final fue el despido de Villanueva y el nuevo encargo al arquitecto Juan Pedro Arnal, que terminó la obra en 1795.
La fachada de la calle Caballero de Gracia, proyectada en 1789, no se construyó hasta 1830, con alteraciones y bajo la dirección de Custodio Teodoro Moreno. La obra era obligada porque al faltar la fachada la lluvia perjudicaba grandemente al edificio.
Entre 1912 y 1917 la alineación del edificio con la nueva Gran Vía obligó a destruir la casa de los capellanes y otras dependencias, y se construye la nueva fachada norte del oratorio, obra del arquitecto Carlos de Luque López.
Entre 1975 y 1979 Fernando Chueca Goitia proyecta y realiza la restauración del interior del Oratorio.
Entre 1989 y 1993 Javier Feduchi Benlliure proyecta y realiza la remodelación de la fachada de Gran Vía con un presupuesto de más de sesenta y cuatro millones de pesetas.
Entre 2002 y 2003 Antonio Sánchez Barriga y José Sancho Roda, del Instituto del Patrimonio Histórico Español del Ministerio de Cultura, restauran las pinturas de la cúpula y la vidriera de la Última Cena, de Maumejean, que se vuelve a poner en el presbiterio. Se restaura todo el interior del templo. Sigfrido Herráez Rodríguez, Ana Iglesias González, Juan Armindo Hernández Montero e Isaac Sanz Alonso, de la Empresa Municipal de la Vivienda, en colaboración con la Fundación Caja Madrid, restauran la fachada y reparan tejados y medianeras. La empresa Iberdrola mejora la iluminación interior del templo.

## Arquitectura

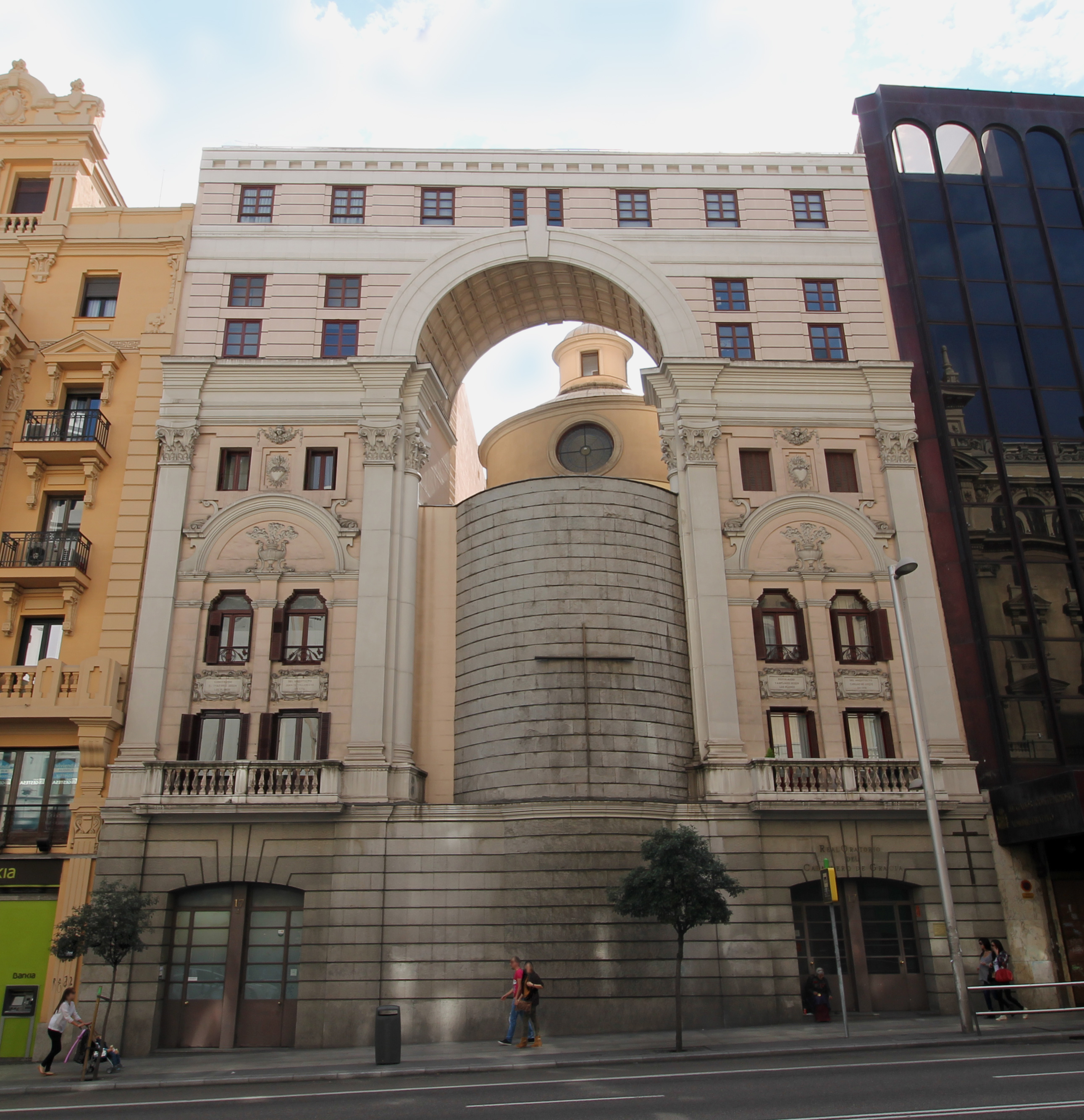
Fachada norte del oratorio, que da a la Gran Vía.

### Contexto urbano, planta y materiales
En un plano de la época ya aparece el proyecto de Villanueva de realizar una iglesia de tipo basilical, con inicio de cruz latina recortada, ábside presbiterial y cúpula; esta última fue una petición expresa de la congregación que consideraba que una cúpula daba prestancia al oratorio a similitud de las mejores iglesias de la Corte. Además de la iglesia propiamente dicha, detrás del ábside se incluían una serie de dependencias, como sala de juntas, sacristía y casa del capellán que han desaparecido al abrirse la Gran Vía al inicio del siglo XX.
El esquema del edificio es muy sencillo: coro, nave basilical, falsas naves laterales delimitadas por columnas (en realidad son meros pasillos), crucero recortado con cúpula, ábside y dependencias anexas: sacristía, cuartos de capellanes y sala de juntas. El oratorio aparece como un gran salón corintio en el que solamente el coro alto, el crucero y el presbiterio permiten asociarlo a un destino religioso. De algún modo recuerda lo que hubiera sido proyecto definitivo del Salón de Juntas del Museo del Prado, no construido.
Villanueva utilizó como en la mayoría de sus construcciones la cantería combinada con ladrillo. En la cúpula usó plomo, “700 arrobas”, que fueron donadas por Carlos III.
Ante la imposibilidad de asumir la dirección de la obra por los múltiples viajes que tenía que realizar para supervisar las obras regias, Juan de Villanueva solicitó a la Congregación que encargase la misma al profesor Antonio Abajo, hombre de su total confianza. 
El edificio se ubicaba en las afueras de la ciudad en aquella época, estando limitado por la parte este y oeste por medianías de edificios de viviendas, y por la parte norte con la calle San Miguel, hoy desaparecida. El lugar, aunque actualmente es muy céntrico, no es de relevancia, por las calles estrechas en que se ubica. El edificio, aunque muy bello, aparece como encajonado entre otras construcciones, amén de no ofrecer la visibilidad desde el exterior como para dar relevancia por sí mismo a la zona.
La basílica se construyó, pues, en un espacio estrecho y alargado. Esto condicionó la obra desde el principio, pero el arquitecto supo resolver este problema creando un espacio diáfano y monumental pese a sus pequeñas dimensiones.
El solar donde se construyó es de forma trapezoidal, con una dimensión de 72 y 76 pies los lados mayores y de 55 y 56 pies los menores.
En la planta del edificio podemos observar que la nave única es un rectángulo y cabe destacar la maestría de Villanueva que fue capaz de crear en este espacio el efecto de un transepto. Asimismo, al añadir las dos columnas de fondo (tras el crucero), consiguió un efecto de profundidad, prolongando y dilatando el espacio.
Es llamativa la oblicuidad de la fachada sur con respecto al eje longitudinal del edificio, con objeto de alinearse a las fachadas anejas y disponerse ortogonalmente a la dirección de la calle Caballero de Gracia. No obstante, el espectador no percibe esta desviación del eje debido al nártex que precede al cuerpo de la iglesia.

### Fachadas
Los planos originales de Villanueva para la fachada sur (la que da a la actual Calle del Caballero de Gracia) fueron ligeramente alterados al llevarla a efecto el arquitecto Custodio Moreno entre 1826 y 1832. Despojada de todo adorno (salvo un relieve en piedra semejando la última cena de Leonardo da Vinci), dos elegantes columnas jónicas flanquean el acceso, situado en un paño central levemente retranqueado, recordando este esquema las fachadas clásicas de tipo in antis. A los lados, sencillas hornacinas y decoraciones de placado, y en el remate un frontón clásico roto para dejar hueco a un ventanal de arco rebajado.
La fachada norte recae a la Gran Vía y ha estado condicionada por la construcción de esta gran avenida. Así, el ábside se recortó y modificó ligeramente; esta adaptación fue llevada a cabo por Carlos de Luque entre 1911 y 1916. Posteriormente fue Javier Feduchi Benlliure quien entre 1989 y 1991 rehízo la fachada, creando un arco triunfal sobre el ábside que permite apreciar el exterior de la cúpula.
En la apertura de la Gran Vía, además, desapareció la sacristía, la sala de juntas y viviendas de los sacerdotes que daban a la calle San Miguel (desaparecida también).

### Interior

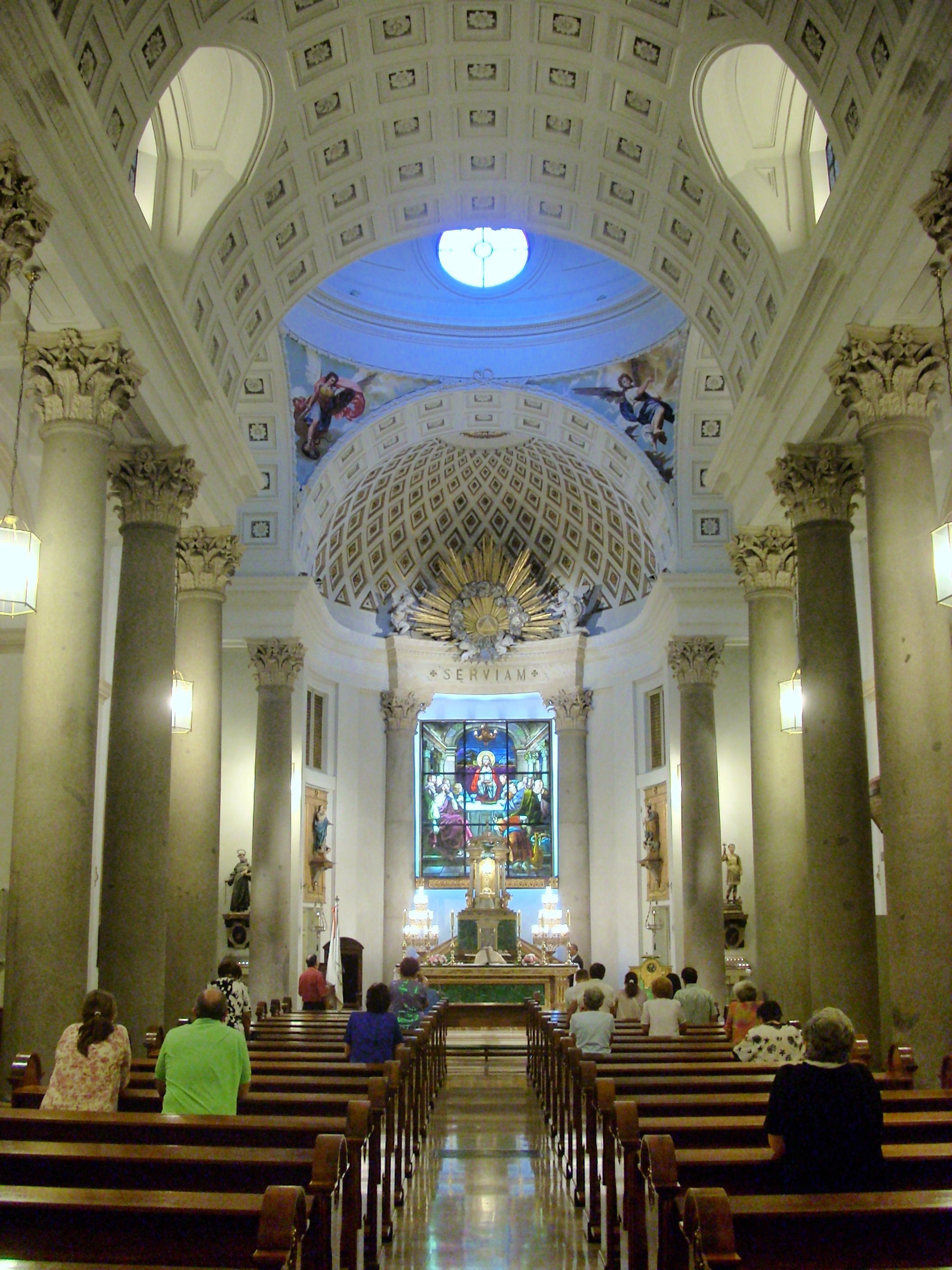
Interior del templo hacia la cabecera.

El interior presenta nave única, dado que no se puede hablar de naves laterales debido al estrecho pasillo que queda entre la fila de columnas y los paramentos laterales; podríamos decir que es como una columnata ligeramente separada de la pared. El efecto de amplitud imitando una iglesia de tres naves permite ensanchar visualmente el espacio y muestra la maestría de Villanueva como arquitecto de interiores.
Las doce columnas exentas que acotan la nave “central” son monolíticas, de granito, con capiteles de orden corintio. A ellas se unen las dos semiempotradas en el ábside, que sostienen una media naranja decorada con casetones, a juego con los que decoran la bóveda de cañón de la nave.
Sobre el pequeño crucero de planta elíptica (dado el carácter oblongo de la basílica y por tanto de brazos laterales muy cortos), se alza la cúpula sobre pechinas; presenta forma ovoide con cuatro claraboyas o ventanales circulares. Sobre ella culmina la linterna, permitiendo una aporte de luz cenital al crucero y al altar.
Precediendo a la nave principal existe un pequeño nártex al que da la fachada principal; sobre él se encuentra un pequeño coro.
La maestría de Juan de Villanueva como arquitecto queda de manifiesto en los refinados efectos lumínicos y visuales que se aprecian en el interior del templo. 
En primer lugar, se observa un efecto visual de gradación de la luz en sentido longitudinal, produciéndose un contraste entre la penumbra de los pies de la nave y la luminiscencia del lado opuesto. La sucesión rítmica de las columnas, por otro lado, hace que el reducido espacio se prolongue sin límites. La forma oval de la cúpula que se interpone entre la bóveda de cañón del eje mayor y la exedra absidal del presbiterio provoca una continuidad visual (dada la pequeña longitud del eje mayor) que no se ve bruscamente interrumpida por el crucero; de este modo se conserva el impacto visual de la nave basilical.
Otro juego de perspectivas magistral se produce en la zona del falso crucero, donde con un pequeño retranqueo de las paredes laterales se produce el efecto ilusorio de un transepto verdadero. La pérdida aparente de los límites laterales de la nave y del crucero es el efecto que se produce en el espectador. Este efectismo espacial es herencia del Barroco, apareciendo por ejemplo en la Scala Regia de Gian Lorenzo Bernini para el Palacio Apostólico de la Ciudad del Vaticano.

## Patrimonio mueble

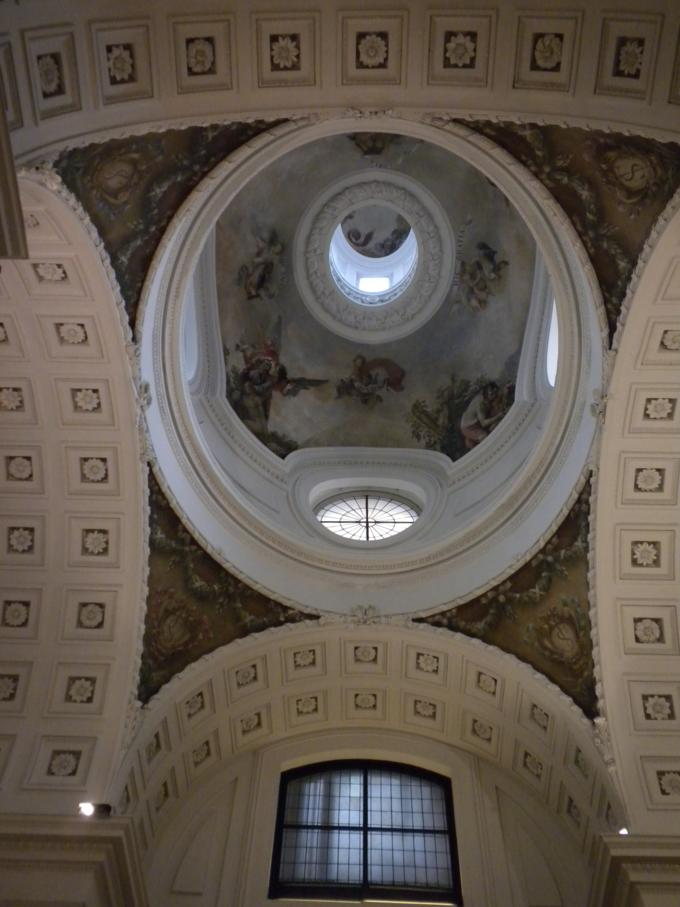
Interior de la cúpula.

La decoración interior del edificio es sobria, como corresponde a los cánones del Neoclasicismo. Carece de retablo mayor, y en su lugar aparece una vidriera de la parisina Casa Maumejean, con el tema de la Última Cena, motivo muy apropiado dado que la Congregación tiene carácter eucarístico. Rematando este espacio, un resplandor con el triángulo trinitario y ángeles adoradores.
A lo largo de los muros de la nave se disponen cuadros de gran tamaño, de la época de construcción del edificio, constituyendo una interesante galería de pintura neoclásica. Sus autores son, entre otros, José Beratón, José Camarón Boronat y Zacarías González Velázquez, quien también pintó los frescos de la cúpula.
En el nártex, tras una reja acristalada, se ha dispuesto tras la última restauración, la excelente talla de la Virgen del Socorro, obra de Francisco Elías, fechada en 1825. A mano derecha según se entra, se encuentra la talla del Cristo de la Agonía, una de las obras maestras de la imaginería barroca española, siendo una de las escasas obras que se conservan de Juan Sánchez Barba.
A la derecha de la nave, cercana al transepto, se encuentra la sepultura de Jacobo de Grattis, el Caballero de Gracia, "gemelo en lo disoluto de don Juan Tenorio..., terror de los padres y esposos", arrepentido protagonista de populares leyendas madrileñas y personaje de zarzuelas como La Gran Vía.
Igualmente, dentro del Oratorio se encuentran los restos de la beata Guadalupe Ortiz de Landázuri.